# Нассонов, Василий Михайлович
Василий Михайлович Нассонов (1829 – 1898) — пермский купец, гласный Пермской городской думы, меценат.

## Биография
Василий Михайлович Нассонов происходил из семьи чердынских мещан, получил домашнее воспитание. В 1853 году женился на Анне Силовне Демидовой из села Ильинского. Ее отец, Сила Васильевич Демидов, в прошлом крепостной крестьянин, имел собственные баржи, перевозил грузы и занимался торговлей. Благодаря приданому невесты Нассоновы стали сначала купцами третьей гильдии, затем второй, а с 1868 года – купцами первой гильдии. На деньги, завещанные Анне Силовне отцом, они построили в Перми двухэтажный каменный дом на углу Сибирской и Торговой.
В. М. Нассонов покупал у крестьян рожь, овес, лен, коноплю, гречу и перевозил эти товары сначала на арендованных, а затем на собственных баржах в Москву, Петербург, Нижний Новгород, Вятку. Благодаря женитьбе старшего сына Петра на калязинской купчихе Охлобыстиной финансовое положение Нассоновых еще более упрочились, торговля с Петербургом стала постоянной.
Василий Михайлович, Анна Силовна, их старший сын Петр Васильевич с женой получили звание потомственных почетных граждан города Перми. Младший сын, Сила Васильевич, по причине семейного конфликта не получил этого звания. Он окончил медицинский факультет Петербургского университета и много лет работал санитарным врачом в Перми. Дочь, Анастасия Васильевна, была замужем за Федором Александровичем Теплоуховым и жила в селе Ильинском.
В. М. Нассонов много лет был гласным Пермской городской думы. В течение 24 лет он выполнял обязанности директора Марьинского банка, за эту деятельность был награжден золотой и серебряной медалями на Станиславской ленте. Состоял почетным блюстителем Пермской духовной семинарии, старостой Кафедрального собора. В 1870 году на его деньги был выстроен иконостас Слудской церкви в Перми. На завещанный городу капитал, 25 тысяч рублей, было построено начальное училище, получившее имя основателя, – Нассоновское (ул. 25-го Октября, 42).
После смерти В. М. Нассонова его торговое дело продолжала жена, а затем старший сын, который в течение многих лет был попечителем Кирилло-Мефодиевского училища в Перми.
После Октябрьской революции 1917 года семья Нассоновых рассеялась. Дом купцов не сохранился.